# Wojciech Stattler

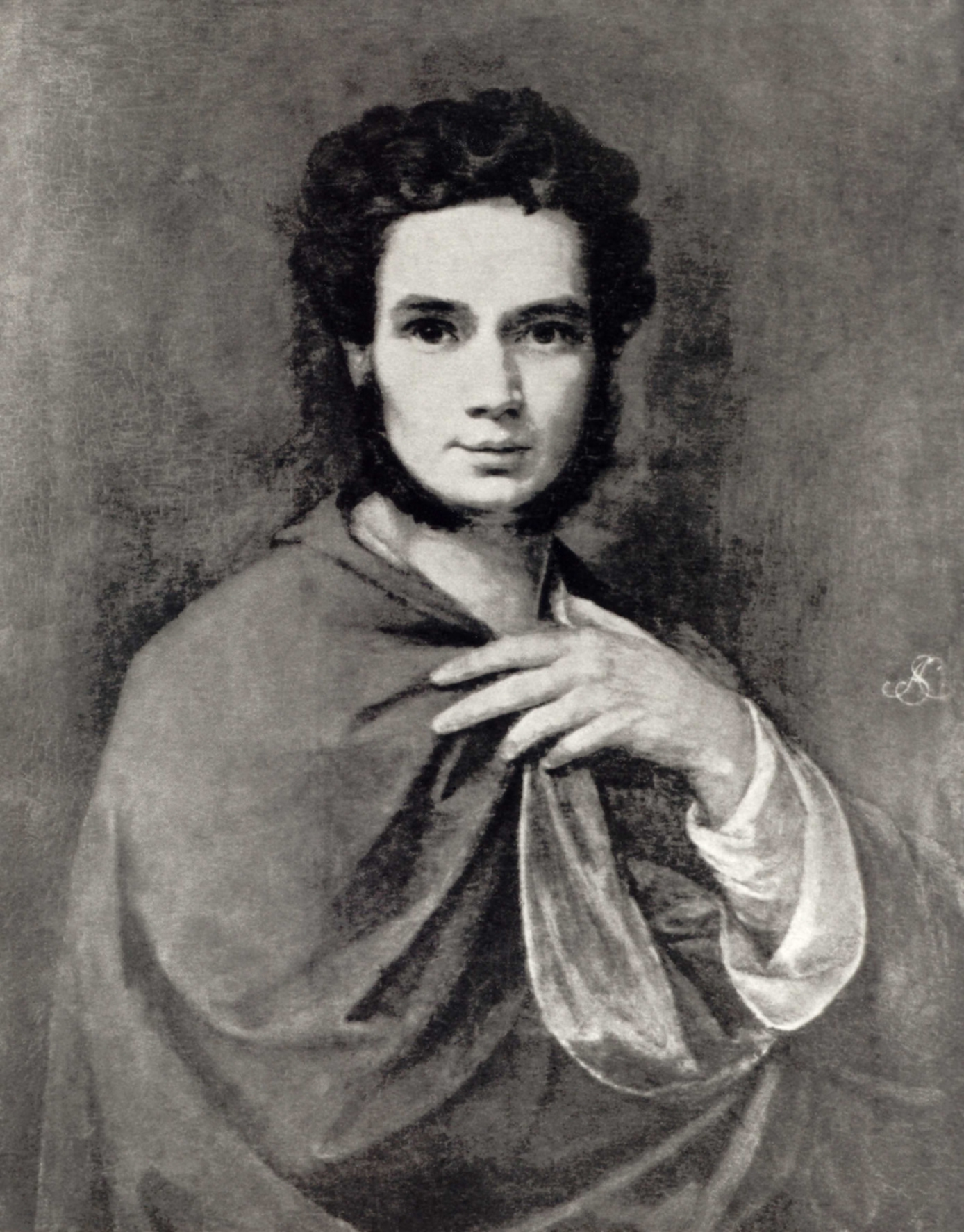
Autorretrato, 1848

Wojciech Korneli Stattler (Cracovia, 20 de abril de 1800–Varsovia, 6 de noviembre de 1875) fue un pintor polaco de origen noble suizo exponente del Romanticismo en Polonia. 
Se educó en la Academia de San Lucas de Roma y desde 1831 fue profesor en la Academia de Bellas Artes Jan Matejko de Cracovia.
Comenzó a estudiar matemáticas en la Universidad Jaguelónica, pero al año, se decantó por bellas artes y de 1818 a 1827 vivió en Italia.
A su vuelta, comenzó a trabajar como profesor en la Academia de Bellas Artes Jan Matejko de Cracovia donde estuvo 26 años. Siguió viajando al extranjero, donde se amistó con importantes artistas; y además de su faceta como pintor, también escribió artículos sobre arte y formación artística, que incluye unas memorias publicadas póstumamente (Pamiętnik)
Era padre del músico Juliusz Stattler (1844-1901) y del escultor Henryk Stattler (1834-1877)
Está enterrado en el Cementerio Powązki.